# 大丈夫 (古内東子の曲)
「大丈夫」（だいじょうぶ）は、古内東子の10枚目のシングルとして1997年7月9日にソニー・レコードから発売された。

## 収録曲
全作詞・作曲：古内東子  編曲：小松秀行
1. 大丈夫
  - TBS系東芝日曜劇場「オトナの男」主題歌
2. 誰より好きなのに (piano version)
3. 大丈夫 （ORIGINAL KARAOKE）